# Carretera alta de la Selva Negra

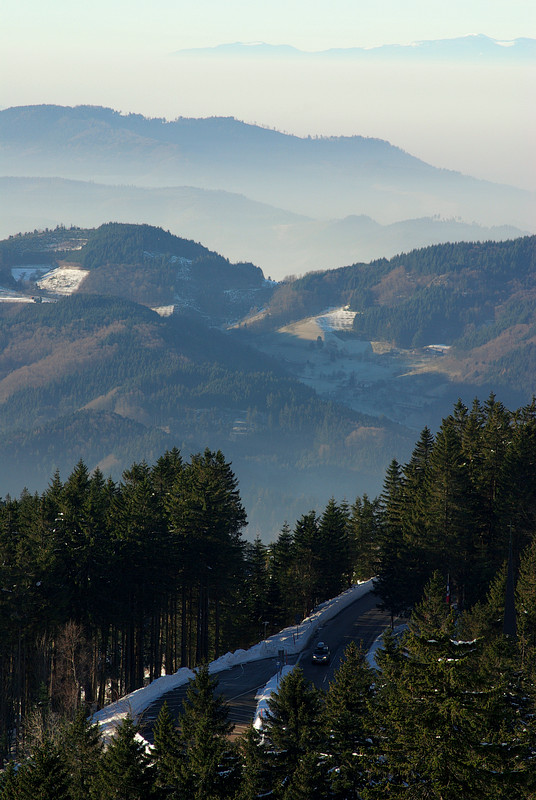
La carretera cerca del lago Mummel (por arriba en el trasfondo la cordillera de los Vosgos en Francia)

La Carretera alta de la Selva Negra (en su nombre original en alemán: Schwarzwaldhochstrasse) es la carretera escénica más antigua de Alemania. Fue inaugurada oficialmente el 30 de julio de 1933. Comienza en Baden-Baden y recorre una distancia de unos 60 km hasta Freudenstadt.

## Puntos de interés
- Hornisgrinde, el monte más alto de la Selva Negra Septentrional[4]
- Lago Mummel[4]

## Enlaces
- Wikimedia Commons alberga una categoría multimedia sobre Carretera alta de la Selva Negra.
- Sitio web del Club de la Carretera Alta de la Selva Negra

- Datos: Q896418
- Multimedia: Schwarzwaldhochstraße / Q896418